# طارق قبطي (ممثل)
طارق قبطي هو ممثل فلسطيني. وُلد في مدينة الناصرة بتاريخ 20 آب/ أغسطس عام 1944، توفي في مدينة الناصرة 23 شباط/ فبراير 2022. عمل في سلك التربية والتعليم ولاحقًا عمل بالصحافة والترجمة ومثل بالعديد من الأفلام والمسرحيات منذ سبعينيات القرن العشرين.
مثّل قبطي في العديد من الأفلام الفلسطينية التي شاركت في مهرجان «كان» السينمائي، مثل فيلم «إن شئت كما في السماء» الذي فاز عام 2019، بجائزة الاتحاد الدولي لنقّاد السينما عن أفضل فيلم إخراج، إيليا سليمان، وكذلك فيلم «الزمن الباقي» (2009) لاذي اأسبه شهرة واسعة عالميًا بسبب دوره «الجار». مثّل كذلك في فيلم «عشر دقات الجرس» (2018) لإيلي رزق. وأدى فيلم «المنسيون» عام 2011 للمخرج إيهاب طربيه.

## حياته
هو الأخ الأصغر بين أخوته وأخواته الستة، وُلد في مدينة الناصر في حي الأقباط الذي يقع في مركز المدينة، بالقرب من البلدة القديمة وعاش بها طوال حياته. والده جابر قبطي ووالدته هندية مقلشي، وكلاهما من الناصرة.
كان عمره 4 أعوام فقط عندما وقعت أحداث النكبة وهُجِّر الفلسطينيون من بيوتهم، رفض والده الخروج من الناصرة. تلقى قبطي علومه الابتدائية والثانوية في المدرسة المعمدانية في الناصرة وتخرّج منها، ثم انتقل سنة 1964 للدراسة في كلية دار المعلمين في يافا، وهناك عاش طوال فترة الدراسة، وكان والده يعمل أيضاً في تلك الفترة في يافا ويساعده في ذلك " فرج" الأخ الأكبر لطارق، فكان طارق ووالده يبيتان معاً.

## التعليم والمسرح
تخرّج قبطي من كلية دار المعلمين سنة 1966، وعاد بعدها إلى مدينة الناصرة ليعمل في مجال التعليم منذ الستينيات وحتى الثمانينيات من القرن العشرين، تزامن أيضاً اهتمامه بالمسرح مع عمله في التعليم، إذ كانت بداياته المسرحية في منتصف الستينيات عقب تخرّجه. بدأ قبطي بالتدريس عقب تخرّجه مباشرة وعمل في المدرسة الإبتدائية في بلدة بئر المكسور بالقرب من الناصرة، وانتقل بعدها إلى تعليم اللغة العبرية والجغرافيا في المدرسة الإعدادية "أ" أيضاً في الناصرة، والتي علّم فيها حتى تقاعُده المبكر سنة 1988.

## رقابة ومضايقات إسرائيلية
تعرضت صفوف قبطي وحصصه للرقابة والمضايقات المستمرة، وخصوصاً في فترة السبعينيات التي كانت فترة زخم سياسي في الناصرة، وبصورة خاصة بعد انتخاب توفيق زياد وجبهة الناصرة لقيادة بلدية الناصرة، حيث نشط قبطي في صفوف الجبهة الديمقراطية للسلام والمساوة في الناصرة، وشارك في معظم الأنشطة السياسية والوطنية في المدينة وخارجها، وقدم عدداً كبيراً من الأعمال الفنية لإحياء مناسبات وطنية، من قراءات، وعرافة اجتماعات. اشتد في تلك الفترة تدخُّل الاستخبارات الإسرائيلية والمفتشين في جهاز التعليم العربي، وفُرضت رقابة شديدة على المعلمين والمحتوى الوطني الذي يقدَّم للتلاميذ في المدارس العربية.

## أعماله[4]
مسرحية "الملك هو الملك" (1979) المسرح البلدي
مسرحية "الحضيض" (1980) المسرح البلدي
مسرحية “مشهد من الجسر” (2002) مسرح الميدان
فيلم "الزمن الباقي" (2009)
مسرحية "يا شمس لا تغيبي" (2010) مسرح انسمبل فرينج الناصرة
فيلم "المنسيون" (2011)
مسرحية "1945" (2015) مسرح الميدان
فيلم "عشر دقات الجرس" (2017)
فيلم "إن شئت كما في السماء" (2019)
أدّى دور البطولة في فيلم "طعم التفاح الأحمر" (2022)

## وفاته
على الرغم من ظروفه الصحية قبل وفاته كانت مشاركته في مهرجان كان السينمائي سنة 2019 عن فيلم إيليا سليمان الأخير "إن شئت كما في السماء"  بمثابة تتويج وتكريم لمسيرته الفنية.
قام مسرح الحنين في الناصرة في كانون الثاني/ يناير 2022  قبل وفاته بشهر، بتكريم قبطي والتحدث عن مسيرته وشغفه بالمسرح والتمثيل، وألقى قبطي كلمة قصيرة بالمناسبة، فكان هذا الحفل بمثابة الوداع الأخير من محبيه من زملاء المسرح.
ومن الأفلام الأخيرة التي شارك فيها قبطي بدور بطولة ولم يُعرَض بعد، فيلم “طعم التفاح الأحمر” للمخرج إيهاب طربيه، من الجولان السوري، والذي انتهى من تصويره قبل عام من وفاته.
توفي قبطي بتاريخ 23 شباط/ فبراير 2022، عن عمر ناهز 78، في إثر وعكة صحية ودُفن في مدينة الناصرة.